# Blanzat
Blanzat ist eine französische Gemeinde mit 3729 Einwohnern (Stand: 1. Januar 2022) im Département Puy-de-Dôme in der Region Auvergne-Rhône-Alpes. Sie gehört zum Arrondissement Clermont-Ferrand und zum Kanton Cébazat. Die Einwohner werden Blanzatois(es) genannt.

## Geographie
Blanzat liegt am Fluss Bédat in der Landschaft Limagne und ist eine banlieue von Clermont-Ferrand. 
Umgeben wird Blanzat von den Nachbargemeinden Malauzat im Norden und Nordwesten, Châteaugay im Norden und Nordosten, Cébazat im Osten, Clermont-Ferrand im Süden, Durtol und Nohanent im Südwesten sowie Sayat im Westen.
Ein großer Teil des Flughafens Clermont-Ferrand Auvergne liegt im Gemeindegebiet.

## Bevölkerungsentwicklung
| Jahr                       | 1962 | 1968 | 1975 | 1982 | 1990 | 1999 | 2006 | 2017 |
| Einwohner                  | 1176 | 1696 | 2277 | 3566 | 3522 | 3918 | 3906 | 3749 |
| Quellen: Cassini und INSEE |      |      |      |      |      |      |      |      |

## Sehenswürdigkeiten
- Kirche Saint-Pardoux
- Schloss Blanzat mit Park und Orangerie, Ende des 18. Jahrhunderts errichtet, Monument historique seit 1991

## Persönlichkeiten
- Jean-Claude Theillère (* 1944), Radrennfahrer